# Arnulf Bavarski
Arnulf I., bavarski vojvoda (907-937). *?,  † 937, pripadnik dinastije Liutpoldincev. 
Arnulf je bil sin bavarskega mejnega grofa Liutpolda in Kunigunde. Oče Liutpold je leta 907 padel v spopadu med bavarsko-karantansko vojsko in Madžari, po očetovi smrti pa je Arnulf očeta nasledil kot bavarski vojvoda. Po očetu je pridobil položaj skrbnika mladoletnega vzhodno-frankovskega vladarja Ludvika IV. Otroka, kar je tedaj pomenilo vodilni položaj med Vzhodnimi Franki. Že leta 908 v neki listini imenuje za »vojvodo Bavarske in vseh pripadajočih dežel«.  Po smrti mladega kralja leta 911 se je na vzhodno-frankovski (nemški) prestol povzpel kralj Konrad I. Da bi se novi kralj utrdil na svoji oblasti, se je leta 913 tesneje povezal z Arnulfom, ko se je poročil z njegovo materjo Kunigundo. Tudi Arnulf se je tekom svoje vladavine soočal z madžarskimi vpadi. Leta 913 sta Konrad in Arnulf složno bojevala proti njim.  Kmalu nato so se odnosi med njima skrhali. Konrad je namreč poskušal zavladati tudi na Bavarskem, zato je leta 916 napadel Arnulfa in njegovega brata Bertolda , tako da sta zbežala na Madžarsko. Od tam sta se vrnila šele po Konradovi smrti leta 918.
Arnulf je imel ob svoji vrnitvi še vedno dovolj politične moči, da so ga njegovi podporniki oklicali za kralja, čeprav ni jasno ali je šlo za bavarsko ali vzhodnofrankovsko krono. Leta 919 se je moral Arnulf spopadati z novim nemškim kraljem Henrikom I.,   ki se je v letih 919-921 uspel utrditi na Bavarskem, a je Arnulfa nazadnje vseeno priznal za vojvodo. Arnulf je bil namreč nastanjen v težko zavzetnem Regensburgu.  Tudi Arnulf je Henrika priznal za kralja, v resnici pa je na Bavarskem še naprej vladal kot samostojen vladar (čeprav brez krone kot uradnega znamenja oblasti)- sam je npr. skliceval sinode, leta 927 pa je brez soglasja vzhodno-frankovskega vladarja lahko podpisal tudi ločeno premirje med Madžari in Bavarci.  Za znamenje velike moči lahko štejemo zagotovitev nasledstva za svojega sina.   Že leta 933 ali 934je skušal Arnulf svojemu sinu Eberhardu zagotoviti oblast v Lombardiji ali vsaj na področju Verone, a pri tem ni bil uspešen. Čeprav je Arnulfov brat Bertold vsaj od leta 927 in do 937 imel položaj vojvode v Karantaniji (Koroški), je Arnulf leta 935 omenjen tudi kot »vojvoda Bavarcev in Karantancev«.